# Raquero
O Raquero é uma embarcação desenvolvida na Galiza, em Vigo, pelos estaleiros Polysier. Foi criado como alternativa à Caravelle de origem Francesa.
O Raquero foi desenvolvido para ser um barco escola para pessoas com idade a partir dos 14 anos e tem uma lotação máxima de 6 pessoas. Todo o desenvolvimento técnico do Raquero foi feito tendo em conta estes pressupostos.
A mastreação tem já um certo nível de complexidade. Tem trapézio e vela balão disponível.